# コペンハーゲン大学

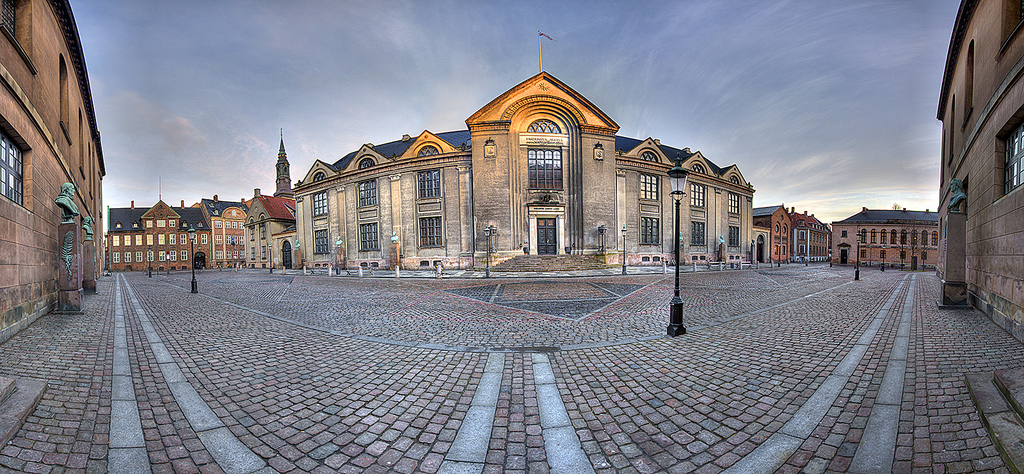

コペンハーゲン大学（コペンハーゲンだいがく、ラテン語: Universitas Hafniensis、デンマーク語: Københavns Universitet）は、デンマークの首都コペンハーゲンに位置する中世大学。創立は1479年。同国で最も歴史があり、規模も2番目に大きい。学生数は約37,000人で、女性がその内の59%を占め、教職員は7000人を越える。キャンパスはコペンハーゲンの旧市街等に複数点在しており、コペンハーゲン中心部に最も古いシティ・キャンパスがある。

## 歴史
1479年にデンマークで最初の大学として設立され、カトリック教会の神学教育の中心となったほか、法学、医学、哲学の教育機関として機能した。コペンハーゲン大学は1536年にルンドのストゥディウム・ジェネラーレが閉鎖されてから1920年代後半にオーフス大学ができるまでデンマークにおける唯一の大学だった。伯爵戦争後の宗教改革の結果、コペンハーゲン大学は1537年に福音・ルター派の神学校となった。
ホレーショ・ネルソン提督率いるイギリス艦隊が1801年にコペンハーゲンを攻撃した際に、大学の施設はほとんどが破壊されたが、19世紀半ばごろまでに主だった建物は再建され、動物学・地質学博物館など多くの施設が新たに作られた。また、この期間に様々な学部の再構成も行われた。1877年にはデンマーク大学で最初の女性の学生が入学している。

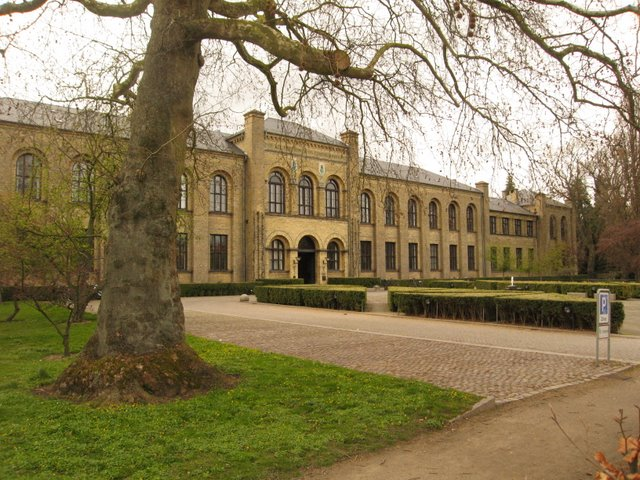

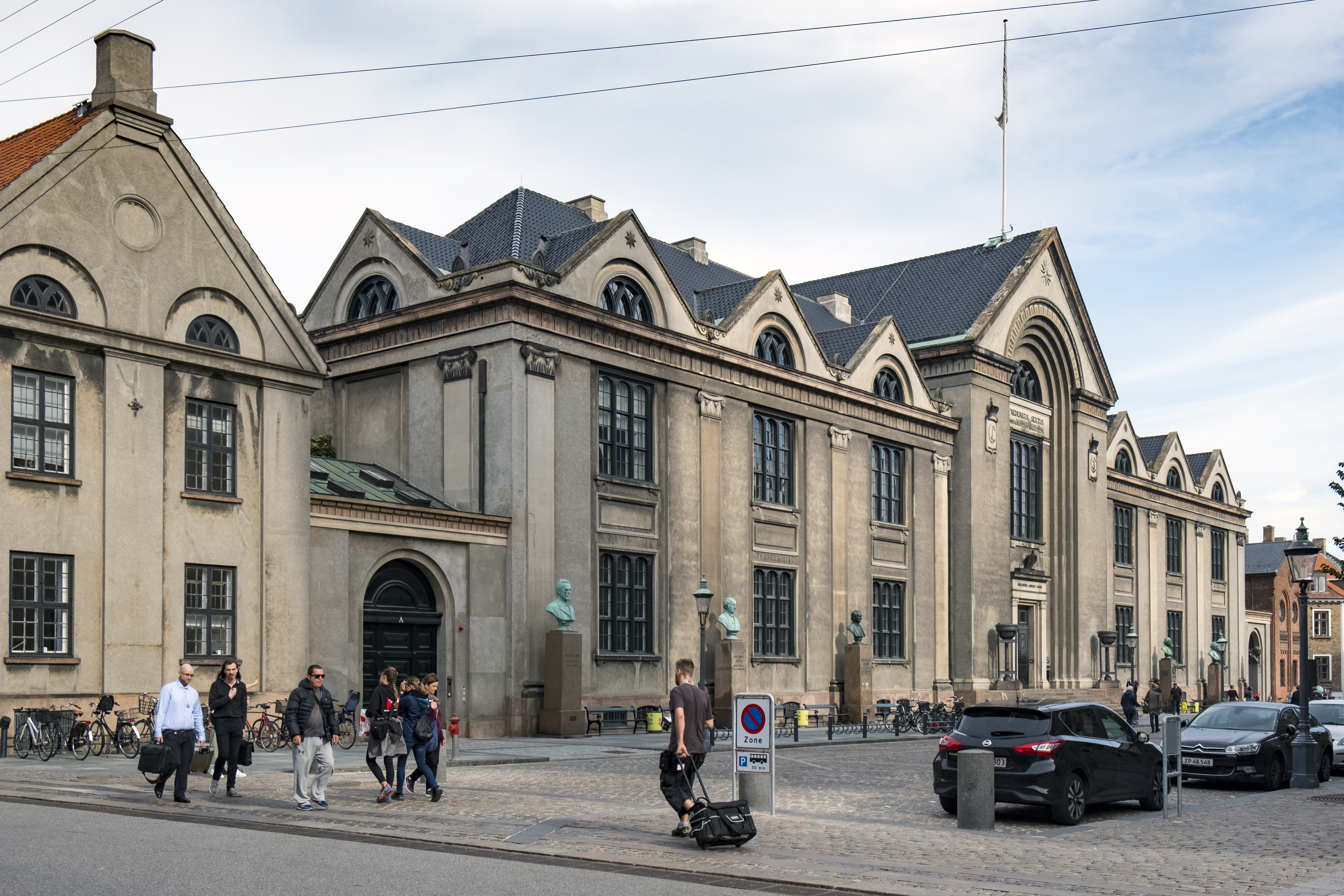

1960年から1980年にかけてコペンハーゲン大学の学生数は約6千人から約2万6千人へと大きく増加し、教員など大学スタッフの数もそれにあわせて大きく増加した。1970年にはデンマーク内のほかの高等教育機関に先駆けて大学の運営が民主化され、1990年代前半の大学改革によって学士号の取得がほとんどの分野で必須となった。
2024年9月4日、学生グループがガザ地区の反戦デモを開催したが、一部のデモ参加者が大学建物の入口を封鎖して乱入したため、現地警察が6人の身柄を拘束した。拘束者の氏名は明らかにされなかったが、現地メディアは手錠をかけられた環境活動家のグレタ・トゥンベリの姿を報道した。

## 評価
世界大学学術ランキングでは世界第32位(2024年)、CWTSライデン大学ランキングでは世界第35位(2024年)、THE世界大学ランキングでは世界第97位(2025年)となっている。北欧諸国にとどまらず、大陸ヨーロッパにおいて最高峰の大学の内の1つである。これまでに、10人のノーベル賞受賞者と24人のデンマーク首相を輩出している。

## 学部
- 文学部（人文学部） - Det Humanistiske Fakultet
- 法学部 - Det Juridiske Fakultet
- 理学部（直訳: 自然生命科学部） - Det Natur- og Biovidenskabelige Fakultet
- 社会科学部 - Det Samfundsvidenskabelige Fakultet
- 医学・歯学・薬学部 - Det Sundhedsvidenskabelige Fakultet
- 神学部 - Det Teologiske Fakultet

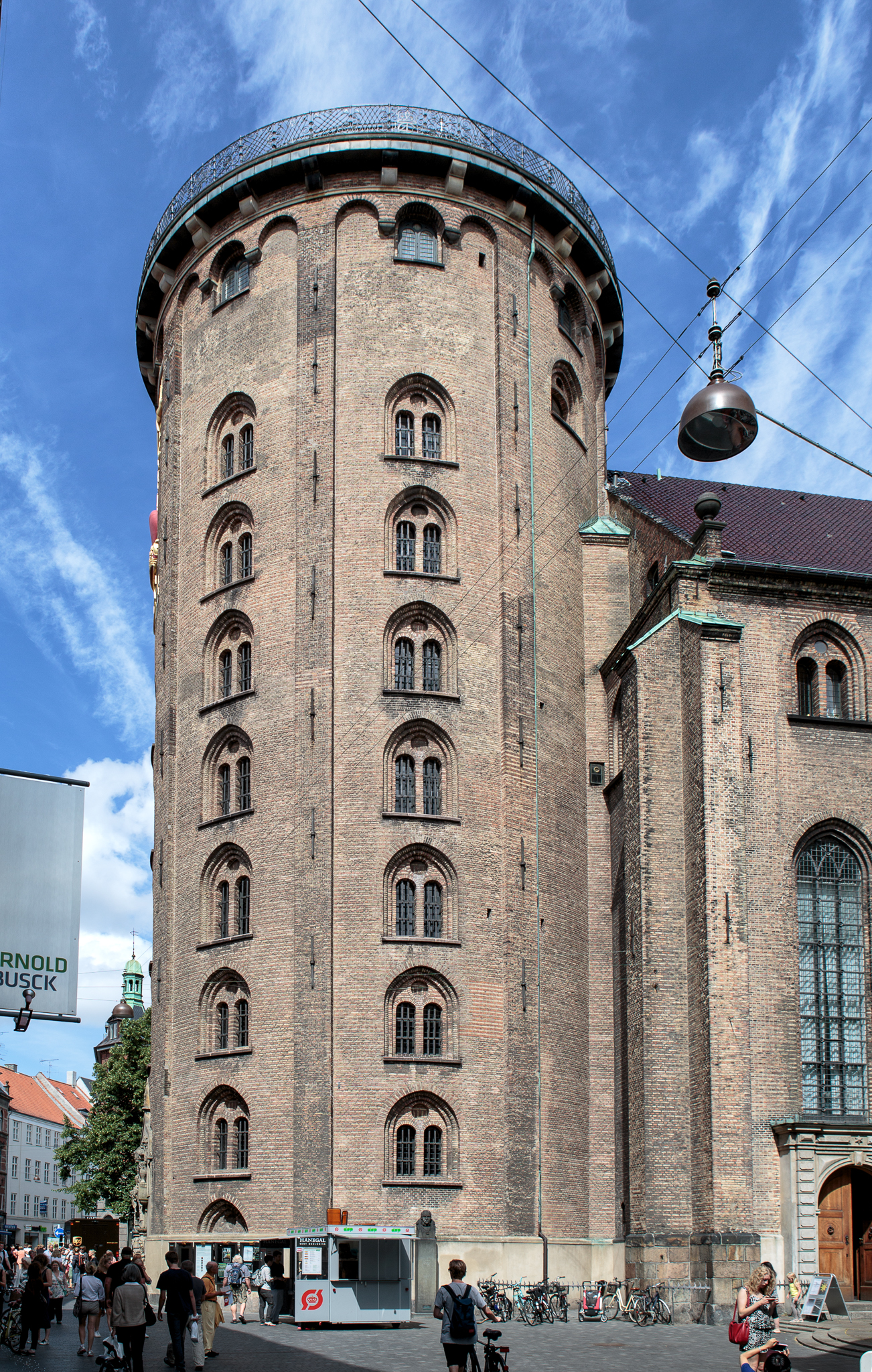

## 施設

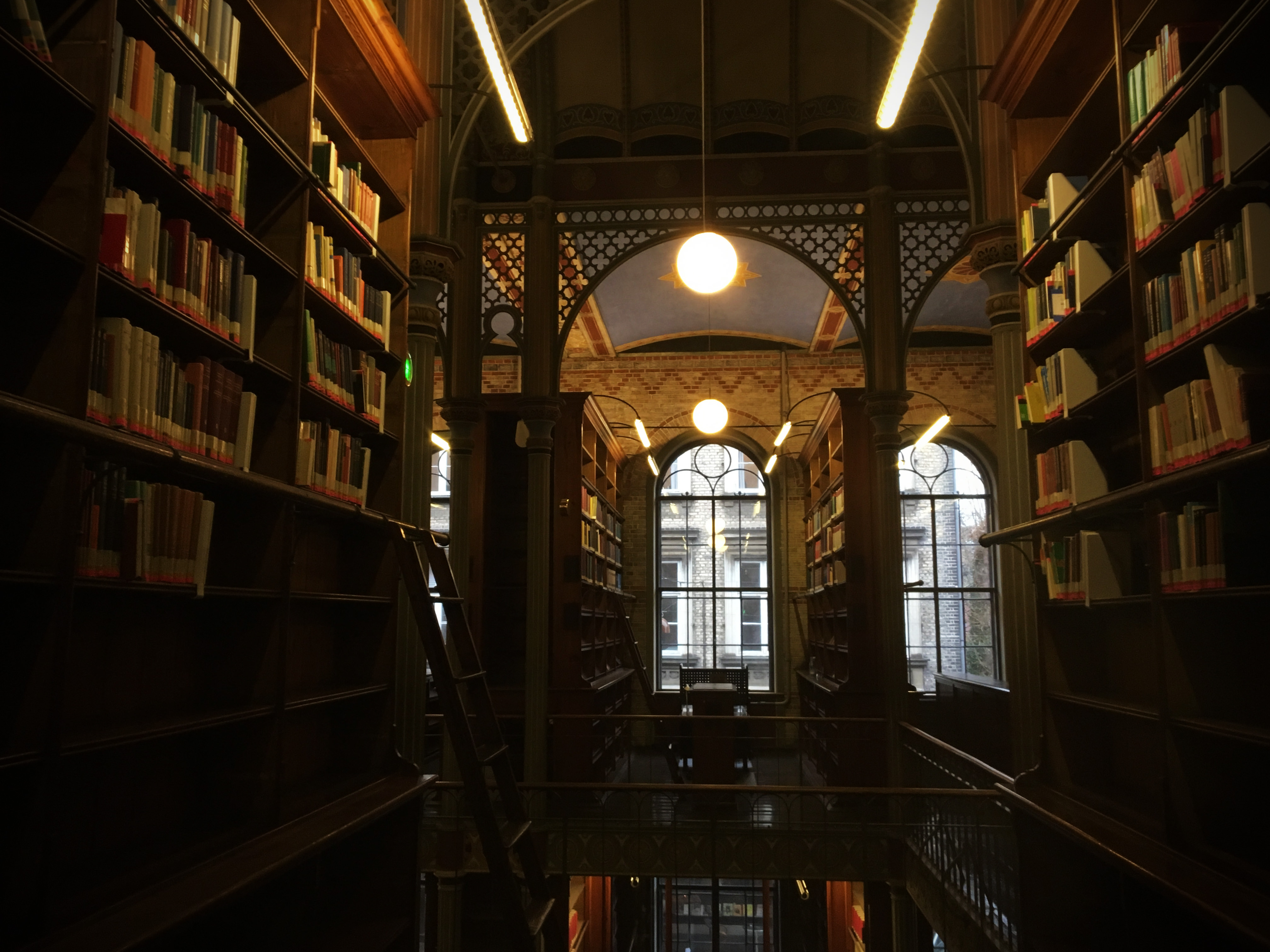

- 図書館 - 1482年に創立されたデンマーク最古の図書館。1989年にデンマーク王立図書館の1つとなった[5]。

## 著名な卒業生・教授
- ニールス・イェルネ：免疫学者。ノーベル生理学・医学賞受賞
- ヨハネス・フィビゲル：病理学者。ノーベル生理学・医学賞受賞
- ニールス・フィンセン：医学者。ノーベル生理学・医学賞受賞
- アウグスト・クローグ：生理学者。ノーベル生理学・医学賞受賞
- カール・ピーター・ヘンリク・ダム：生化学者。ノーベル生理学・医学賞受賞
- ハンス・クリスチャン・アンデルセン：童話作家
- エドガー・ルビン：心理学者
- セーレン・キェルケゴール：哲学者。実存主義の創始者
- ダン・ザハヴィ：哲学者
- ショーン・ギャラガー：哲学者
- アルヴァ・ノエ：哲学者
- ニコライ・フレデリク・セヴェリン・グルントヴィ：哲学者・教育者・作家・詩人
- イェンス・スコウ：化学者。ノーベル化学賞受賞
- ゲオルク・ド・ヘヴェシー：化学者。ノーベル化学賞受賞
- モーテン・P・メルダル：化学者。ノーベル化学賞受賞
- セーレン・セーレンセン：化学者
- ヨハンス・ブレンステッド：物理化学者
- ニコラウス・ステノ：地質学者・解剖学者
- カスパー・バルトリン：解剖学者
- トーマス・バルトリン：解剖学者
- ハンス・クリスチャン・グラム：細菌学者
- ウィルヘルム・ヨハンセン：遺伝学者
- ヤペトゥス・ステーンストロップ：動物学者
- ヨハン・ファブリチウス：動物学者
- イェンス・クリステン・クラウゼン：植物学者、遺伝学者、生態学者
- ピーター・ボイセン・イェンセン：植物生理学者、生態学者
- ゲオルク・クリスティアン・エーダー：植物学者、医者、経済学者、社会改革家
- ヨハン・エルンスト・グンネルス：植物学者
- ロルフ・ダールグレン：植物学者
- テオドア・ホルムスキヨル：植物学者
- フェルディナント・ディドリクセン：植物学者
- ピート・ヘイン：数学者・科学者・発明家
- ハンス・クリスティアン・エルステッド：物理学者
- オーゲ・ニールス・ボーア：物理学者。ノーベル物理学賞受賞
- ニールス・ボーア：物理学者。ノーベル物理学賞受賞
- ベン・ロイ・モッテルソン：物理学者。ノーベル物理学賞受賞
- アンドレ・ガイム：物理学者。ノーベル物理学賞受賞
- オスカル・クライン：物理学者
- 仁科芳雄：物理学者。「日本の現代物理学の父」
- 木庭二郎：物理学者
- ベルティル・オリーン：経済学者。ノーベル経済学賞受賞
- ヘンリク・アンソニー・クラマース：物理学者
- インゲ・レーマン：地震学者
- クリストフェル・ハンステーン：地球物理学者
- マルティン・クヌーセン：物理学者・海洋学者
- ティコ・ブラーエ：天文学者
- オーレ・レーマー：天文学者
- ロンゴモンタヌス：天文学者
- ペーダー・ニールセン・ホレボー：天文学者
- エリス・ストレームグレン：天文学者
- ベンクト・ストレームグレン：天文物理学者
- カイ・オーゲ・ストランド：天文学者
- ピーター・ナウア：コンピュータ科学者。チューリング賞受賞
- オヴ・アラップ：構造設計の大手アラップの創設者
- ルードヴィヒ・ローレンツ：物理学者・数学者
- トルバルド・ティエレ：数学者・統計学者
- アグナー・アーラン：数学者・統計学者・技術者
- ルートヴィヒ・シロー：数学者
- ハラルト・ボーア：数学者
- ジュリウス・ピーターセン：数学者
- ポウル・ヘーガード：数学者
- ニコラス・メルカトル：数学者
- ロバート・ブラウン：科学者、探検家
- 伊東俊太郎：科学史家・文明史家
- オットー・イェスペルセン：言語学者
- ラスムス・ラスク：言語学者
- ヴィルヘルム・トムセン：言語学者
- ルイス・イェルムスレウ：言語学者
- セーレン・エゲロッド：中国語学者
- ビャーケ・フレレスビッグ：日本語学者
- 菅原邦城：北欧語・北欧文学の専門家
- 鈴木徹郎：北欧文学者
- 田邉欧：北欧文学者
- 藤枝晃：東洋学者
- アクセル・オルリック：民俗学者、神話学者
- フィンヌル・ヨウンスソン：アイスランドの文献学者
- ヨウン・ヘルガソン：文献学者、詩人
- 長島要一：比較文学者
- ゲーオア・ブランデス：文学史家・批評家
- ルズヴィ・ホルベア：作家・劇作家
- アダム・エーレンスレーヤ：詩人・劇作家
- ヨハネス・ヴィルヘルム・イェンセン：小説家。ノーベル文学賞受賞
- カール・ギェレルプ：詩人、小説家。ノーベル文学賞受賞
- ペーター・ホゥ：作家
- ロサ・リクソム：作家
- フランツ＝ミカエル・スキョル・メルビン：外交官
- ヘレ・トーニング＝シュミット：デンマークの元首相
- アナス・フォー・ラスムセン：デンマークの元首相。元NATO事務総長。
- ラース・ロッケ・ラスムセン：デンマークの首相
- コニー・ヘデゴー：政治家。COP15担当大臣
- ヴィグディス・フィンボガドゥティル：アイスランドの元大統領。世界初の民選の女性国家元首
- ハルドール・アウスグリムソン：政治家
- オーレ・ヴェーヴァ：国際政治学者
- イエスタ・エスピン＝アンデルセン：社会学者・政治学者
- ビョルン・ロンボルグ：政治学者・環境活動家
- ケンジ・ステファン・スズキ：環境活動家
- アルフ・ロス：法学者
- ラース・フォン・トリアー：映画監督
- ラース・ミケルセン：俳優。主な作品：『THE KILLING/キリング』・『ハウス・オブ・カード 野望の階段』・『コペンハーゲン/首相の決断』・『SHERLOCK』
- エミール・ハートマン：作曲家
- モーゲンス・ヴェルディケ：指揮者、オルガン奏者

## 名誉博士
- クェンティン・スキナー：政治学者
- ケネス・ウォルツ：国際政治学者
- ワンガリ・マータイ：環境保護活動家、政治家。ノーベル平和賞受賞者
- ブリトン・チャンス：生物物理学者
- ニルス・クリスティ：社会学、犯罪学者

## 名誉学員
- マルグレーテ2世 (デンマーク女王)
- リチャード・C・レビン：元イェール大学学長。コーセラCEO
- ポール・オースター：小説家、詩人

## 日本における協定校

### 大学レベル
- 東京大学
- 大阪大学
- 名古屋大学
- 中央大学
- 立命館大学
- LAOTSE

### 学部レベル
- 東北大学
- 慶應義塾大学
- 早稲田大学
- 東京医科歯科大学
- 筑波大学

## 奨学金
- エラスムス計画
- State Educational Grant and Loan Scheme (SU) [6]
- The Long-Term Scholarships [7]
- The Danish Summer Language Scholarships [8]
- Danish Innovation Scholarship [9]
- Danish government scholarships for highly qualified non-EU/EEA students [10] [11]